# Беседа на гори
Беседа на гори (грч. ἡ ἐπὶ τοῦ Ὄρους Ὁμιλία) је збирка Исусових етичких учења и изрека, прикупљена у новозаветном Јеванђељу по Матеју. Излагања која се овде спомињу компилације су изрека изговорених у различитим приликама.
Јеванђељу по Матеју (поглавља 5—7) преноси да је Исус читаво етичко учење изложио у једној беседи на планинском обронку пред својим ученицима и окупљеном масом. Најпознатији део Беседе на гори чине блаженства, која се налазе на самом почетку. У наставку следи молитва Оченаш, савети о неопирању злу и окретању другог образа, као и Исусова верзија Златног правила. Још су познате и изреке о „светлости света“, „не судите да вам се не суди“ и слично. Док Матеј групише Исусово учење у целине по сродности, исти материјал је код Луке разбацан по разним поглављима.
Велики број научника верује да овај садржај није изнет у једној беседи, већ је посреди компилација изрека из заједничког извора, коју је извршио аутор јеванђеља ради уоквиривања Исусовог учења. Матеј групише Исусово учење у пет целина, од којих је Беседа на гори права. Остало су упутства ученицима, параболе о царству, упутства цркви и оштра критика писара и фарисеја.
Многи хришћани Беседу на гори сматрају неком врстом коментара на Десет заповести, која приказује Исуса као истинског тумача Мојсијевог закона. Беседа на гори се сматра средишњим начелом хришћанског учења и многи етички мислиоци — попут Толстоја, Гандија и Бонхефера — сматрају је основним извором хришћанског пацифизма.

## Локација
Иако нема правих планина у овом делу Галилеје, постоји неколико већих брда у области западно од Галилејског мора. Стога неки научници сматрају да је превод „планина“ неадекватан; Гандри сматра да то може значити „планинска област“, док Франс сматра да треба читати као „брдо“. Једна од могућих локација Исусове беседе може бити брдо у близини Капернаума, на коме се данас налази католичка капела названа Црква блаженстава. Други сматрају да је у питању Сионска гора.
Опис Исусовог успона на гору ради проповедања многи виде као паралелу чувеном библијском опису Мојсијевог успона на гору Синај.

### Блаженства
У овој беседи, Исус је изрекао девет блаженстава, која гласе:
- Блажени су сиромашни духом, јер је њихово Царство небеско.
- Блажени су тужни, јер ће се они утешити.
- Блажени су кротки, јер ће они наследити земљу.
- Блажени су гладни и жедни правде, јер ће се наситити.
- Блажени су милостиви, јер ће они бити помиловани.
- Блажени су чисти срцем, јер ће они Бога видети.
- Блажени су миротворци, јер ће се они синови Божији назвати.
- Блажени су прогнани правде ради, јер је њихово Царство небеско.
- Блажени сте кад вас, мене ради, руже н прогоне и, лажући, набеде сваким злом. Радујте се и веселите се, јер је награда ваша велика на небесима; јер су тако прогонили пророке који су били пре вас."

### Проширење закона
| „ | Не мислите да сам ја дошао да покварим закон или пророке: нисам дошао да покварим, него да испуним. | ” |

### Неопирање злу
| „ | Чули сте да је речено: »Око за око и зуб за зуб«. А ја вам кажем да се не противите злу; него ако те ко удари по твом десном образу, окрени му и други; и ономе који хоће да се парничи с тобом и да ти узме хаљину, подај му и огртач; и ко те потера једну миљу, иди са њим две. | ” |

### Свеопшта љубав
| „ | Чули сте да је казано: Љуби ближњег свог, и мрзи на непријатеља свог. А ја вам кажем: љубите непријатеље своје, благосиљајте оне који вас куну, чините добро онима који на вас мрзе и молите се Богу за оне који вас гоне; Да будете синови Оца свог који је на небесима; јер Он заповеда сунцу те обасјава и зле и добре и даје дажд праведнима и неправеднима. | ” |

### Златно правило
| „ | Све дакле што хоћете да чине вама људи, чините и ви њима: јер је то закон и пророци. | ” |